# 本·奥斯汀
本·奥斯汀（英語：Ben Austin，1980年11月7日—），澳大利亚男子游泳运动员。他曾代表澳大利亚参加2000年、2004年和2008年夏季残疾人奥林匹克运动会游泳比赛，获得三枚金牌、六枚银牌和三枚铜牌。